# Aino Kannisto
Aino Kannisto (1973) es una fotógrafa  finlandesa. Pertenece a la escuela de Helsinki y se la considera como "una de las más interesantes fotógrafas europeas en el género del autorretrato".

## Biografía
Aino Kannisto nació en Espoo, Finlandia, en el año 1973. Se graduó en el año 2001 en la Helsinki School. Ese mismo año realizó  un Máster de fofografía en la Universidad de Arte y Diseño de Helsinki (UIAH). Desde el año 2002 ha realizado diferentes exposiciones, tanto individuales como colectivas, en varias ciudades europeas, como Bochum, Helsinki, Colonia o Gijón.

## Estilo artístico
Su trabajo fotográfico se enfoca en retratos realizados con una meticulosa preparación, como si de una puesta en escena se tratara, realzando las emociones, pasiones, anhelos, recuerdos y sufrimientos humanos. Un estilo que se basa en la obra de Jean-Luc Godard. Sus retratos de mujeres solas en situaciones aparentemente anecdóticas -normalmente autorretratos- han llevado a Aino a destacar en el mundo de la fotografía.